# 衛生害獣
衛生害獣（えいせいがいじゅう）とは、人々に感染症をもたらし、人々を脅えさせる家屋等に浸入しやすい比較的小型の哺乳類のことを言う。
もしこれが駆除されないと、最悪の場合家を出なければいけない事もある。もしそのような、害獣を発見した場合直ぐにPCOを専門とした駆除業者などに相談する事が推薦される。

## 害獣の種類
- ネズミ
- 野良犬
- 野良猫
- イタチ（イタチは鳥獣保護法により保護されているので勝手に薬剤で駆除したり捕獲すると罰せられるので業者に頼むこと）

## 駆除の方法
- 自分で罠を仕掛けて駆除する（無許可で捕獲できる野生の獣は鳥獣保護法の適用除外であるドブネズミ、クマネズミ、ハツカネズミに限る。自治体から許可を得るか、忌避・追払いであれば、許可は不要。）
- 駆除業者に頼んで駆除する
- 保健所に頼んで駆除する（野良犬に限る。）
- 自分で捕獲して保健所に引き取りを依頼する(野良猫)